# Roquecourbe-Minervois
Roquecourbe-Minervois è un comune francese di 121 abitanti situato nel dipartimento dell'Aude nella regione dell'Occitania.

## Società

### Evoluzione demografica
Abitanti censiti